# YouTube
YouTube è una piattaforma web che consente la condivisione e visualizzazione in rete di contenuti multimediali: sul sito è possibile vedere videoclip, trailer, cortometraggi, notizie, live streaming, shorts (tradotto in italiano video brevi) e slideshow e altri contenuti come video blog, brevi video originali, video didattici e altro ancora, classificabili anche per età, con gli utenti che possono anche interagire votando, commentando, aggiungendo ai preferiti e, nei casi ove necessario, segnalando i video.
Acquistato nell'ottobre 2006 dall'azienda statunitense Google per circa 1,65 miliardi di dollari, con l'azienda che ha sede a San Bruno in California, secondo Alexa è il secondo sito web più visitato al mondo, alle spalle solamente di Google, guadagnando entrate pubblicitarie da Google AdSense, un programma che indirizza gli annunci in base al contenuto del sito e al pubblico.
La piattaforma, attraverso il video sharing, utilizza i tag standard di HTML5 nelle nuove versioni dei browser (Adobe Flash Video in quelle più vecchie) per visualizzare una vasta gamma di video sia da singoli utenti, sia da società dei media (CBS, BBC, Rai, Vevo) sia da comuni utenti, che offrono parte del loro materiale tramite il sito come sottoscritto nel programma di partenariato di YouTube; il partenariato, inoltre, permette agli utenti, in base ai risultati ottenuti dai video, di ottenere una ricompensa in denaro in cambio della sponsorizzazione, a partire dai 1000 iscritti sul proprio canale. Ogni attività precedente all'arrivo dei 1000 iscritti e delle 4000 ore di visualizzazioni verranno comunque conteggiate, prima di tale obiettivo non vi è monetizzazione.
La maggioranza dei suoi video sono liberi per visualizzazione, ma ci sono eccezioni, inclusi i video caricati in modalità "premium" basati su un abbonamento solitamente mensile (con prezzo deciso dal creator, ovvero gestore del canale), noleggio film, nonché YouTube Premium.

## Storia

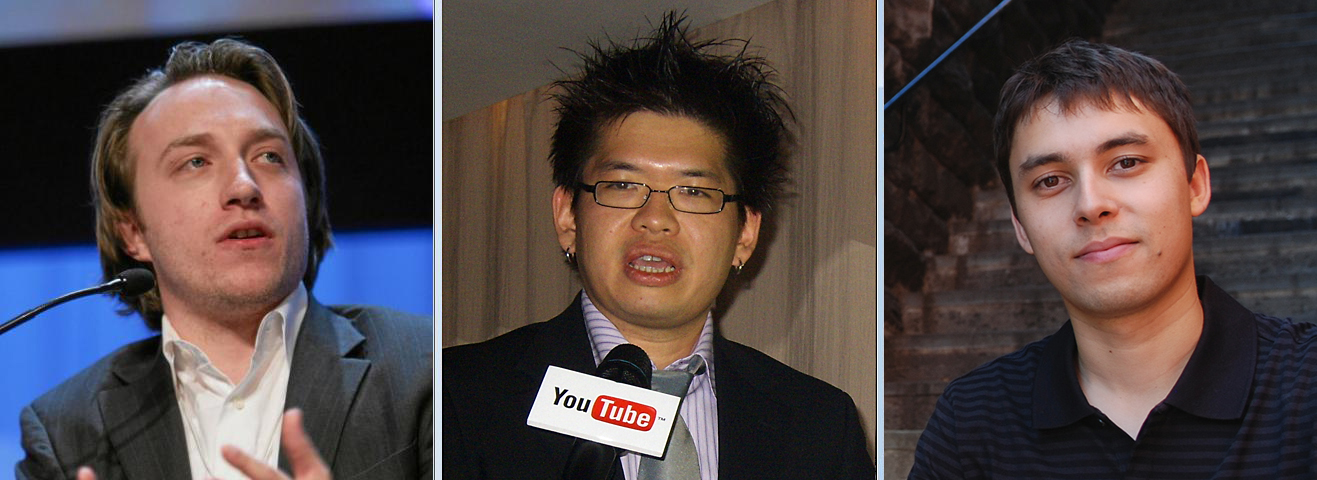
Da sinistra a destra: Chad Hurley, Steve Chen e Jawed Karim, i fondatori di YouTube

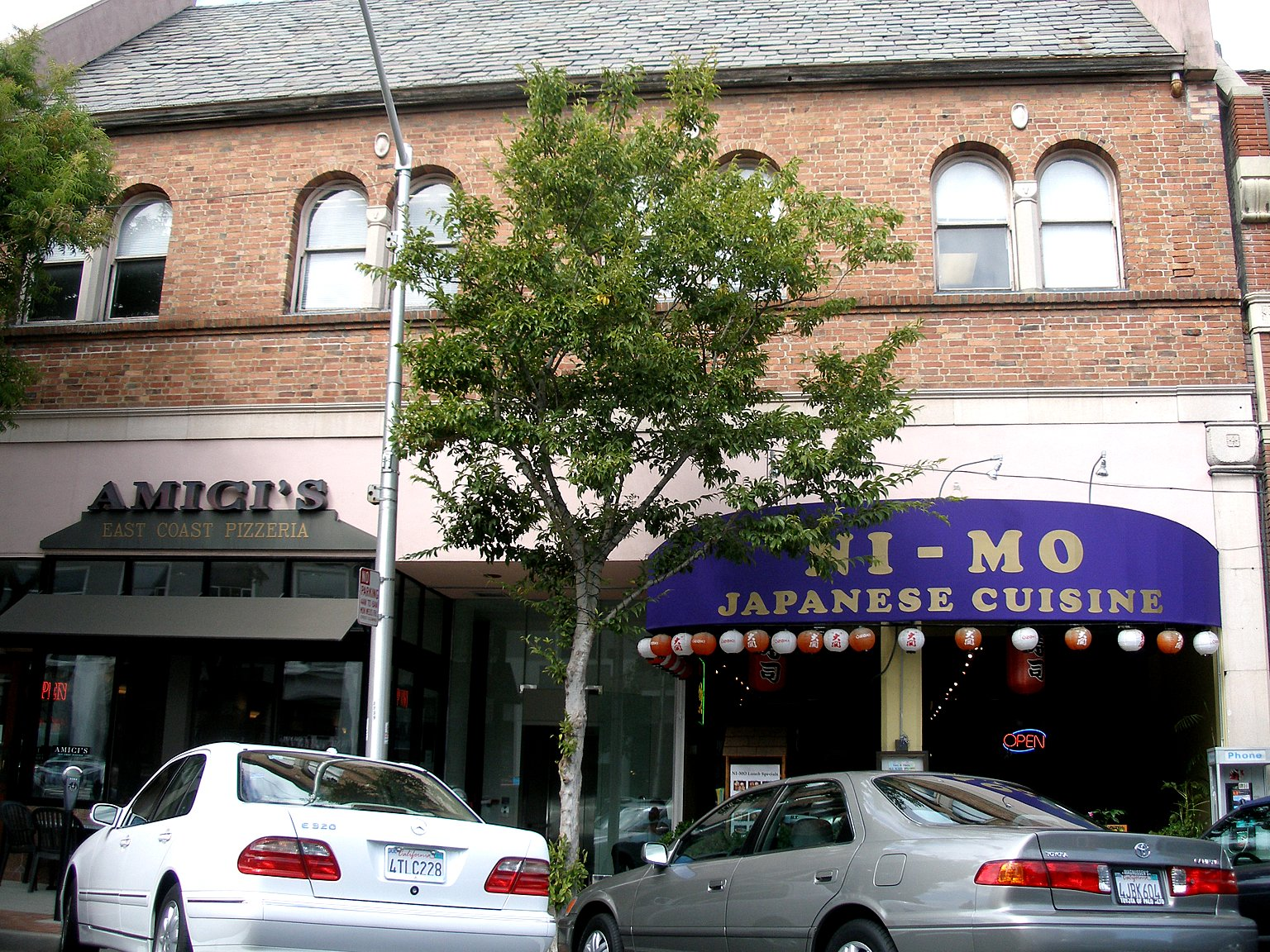
Il primo quartier generale di YouTube a San Mateo, California

YouTube è stato fondato il 14 febbraio 2005 da Chad Hurley (amministratore delegato), Jawed Karim (consigliere) e Steve Chen (direttore tecnico), tre ragazzi che in passato avevano lavorato per PayPal. Il primo video caricato su YouTube è stato Me at the zoo (Io allo zoo), pubblicato da Jawed Karim, alle 20:27 del 23 aprile 2005. Il breve filmato è stato girato di fronte alla gabbia degli elefanti dello Zoo di San Diego, in California. Karim, il cui username è jawed, è stato anche il primo utente a registrarsi sul sito, il quale è anche verificato da YouTube stessa.
L'obiettivo iniziale non era quello di sviluppare una piattaforma per la condivisione di video, ma piuttosto un sito di incontri: l'idea era che gli utenti potessero pubblicare brevi filmati per presentarsi. Tuttavia il progetto non ha ottenuto il riscontro sperato e così i tre ideatori hanno optato per un approccio più ampio, trasformando il sito in uno spazio dove chiunque potesse caricare e condividere video di qualsiasi tipo.
Nel luglio del 2006, prendendo spunto da un annuncio aziendale a carattere informativo, l'agenzia Reuters comunica – notizia poi ripresa dagli organi di stampa on-line – che quotidianamente venivano visualizzati circa "100 milioni di video con oltre 65.000 video caricati ogni giorno".
Nell'agosto del 2006, Sony ha acquisito il sito concorrente Grouper per 65 milioni di dollari; all'epoca questo evento aveva lasciato presupporre che il valore di mercato di YouTube potesse aggirarsi intorno al miliardo di dollari; tuttavia, la stima si è rivelata sottodimensionata, tanto che il 10 ottobre 2006, infatti, Google ha acquisito YouTube per 1,65 miliardi di dollari, pagati in azioni proprie. In conseguenza di ciò, la rivista Time nomina il sito web di condivisione video "Invenzione dell'anno per il 2006".
A partire dall'aprile del 2006, YouTube ha iniziato un'imponente attività di cancellazione di video che violano i diritti di copyright, il cui numero si aggira intorno ai 100.000, e di sospensione degli account che hanno caricato questi filmati. Dal 14 maggio 2007 il sito è disponibile anche in italiano. Da giugno del 2011, è stata introdotta la possibilità di selezionare una licenza Creative Commons per i video pubblicati. L'autore può selezionare il tipo di licenza, tra cui la licenza CC BY per concedere ai visitatori di scaricare, riutilizzare, modificare e condividere il video senza alcuna restrizione. L'anno seguente è stato annunciato il raggiungimento di 4 milioni di video in tale licenza libera.
Google ha dichiarato il 23 giugno 2017 che la piattaforma ha raggiunto il traguardo di 1 miliardo e mezzo di visitatori al mese. L'incremento di popolarità che YouTube ha avuto dalla sua fondazione gli ha permesso di diventare il secondo sito web più visitato al mondo prima di Google.

## Descrizione
YouTube fa uso della tecnologia HTML5 (Adobe Flash per i browser meno recenti) per riprodurre i suoi contenuti. Il suo scopo è quello di ospitare solamente video realizzati direttamente da chi li carica, ma spesso contiene materiale di terze parti caricato senza autorizzazione, come spettacoli televisivi e video musicali protetti dal copyright. Il rispetto dei termini di servizio del sito, che vietano il caricamento di materiale protetto da diritto d'autore se non se ne è titolari, altrimenti il video verrà bloccato se richiesto dall'autore (in generale non succede, ma in alcuni casi è prevedibile, come l'utilizzo di musica protetta su un proprio video), si basa su una verifica ex post di quanto proposto dagli utenti.
YouTube consente l'incorporazione dei propri video all'interno di altri siti web, e si occupa anche di generare il codice HTML necessario. YouTube è accessibile tuttavia da qualsiasi dispositivo, connettendosi ad internet e web con PC, con Media Internet Tablet (M.I.T.) e con dispositivi aventi funzioni analoghe. È accessibile anche da telefono cellulare e smartphone.
I video possono essere codificati con diversi codec; a partire dal 9 dicembre 2010, YouTube ha concesso a utenti che hanno caricato almeno un video e che non hanno infranto le Norme della Community, il caricamento illimitato, a quel tempo riservato solitamente ai partner di YouTube. A partire da novembre 2011, i caricamenti illimitati sono possibili anche fornendo un numero di cellulare valido, per motivi di sicurezza, ovvero verificare la veridicità dell'utente e motivi connessi al recupero del canale qualora fosse perso per via di un attacco hacker.
Dal 9 agosto 2013, è stata introdotta una differente modalità di caricamento delle pagine. Questa, durante la riproduzione di un video, permette, cliccando sul collegamento di un altro video, di caricarlo direttamente senza abbandonare la pagina, rendendo il passaggio più fluido ed esteticamente apprezzabile, grazie anche a una sottile barra rossa nella parte superiore della pagina.
Il miglioramento di funzionamento del portale ha spesso richiesto tempo e l'intervento di suggerimenti specifici a carattere tecnico. Uno studio del 2007, per esempio, sottolineava fra l'altro l'idea che se il bandwidth consumption, ossia il consumo della larghezza di banda, tende ad esaurire – tramite la generazione di una gran quantità di traffico –, tutta la banda a disposizione dell'host, superando la capacità del canale di trasmissione, la memorizzazione nella cache (web caching) potrebbe migliorare l'esperienza dell'utente finale, riducendo il consumo della larghezza di banda della rete ed il carico sull'infrastruttura del server principale di YouTube e migliorando il caching.

## Politica
Un grande successo mediatico è stato ottenuto da YouTube, in quanto il tradizionale dibattito tra i candidati alle primarie del Partito Democratico USA si è svolto in televisione in base a domande scelte tra quelle degli utenti di YouTube. In precedenza, RTVE e YouTube si sono alleate per dare la possibilità agli utenti di porre alcune domande ai candidati premier Zapatero e Rajoy.
Il video amatoriale dell'uccisione di Neda Agha-Soltan inserito su YouTube nel maggio del 2009, superando la censura di notizie imposta dal regime iraniano, ha avuto una larghissima diffusione con un forte impatto sull'opinione pubblica.

## Servizi collaterali e funzionalità

### YouTube Kids
YouTube Kids è un'app secondaria per dispositivi mobili pensata per la fruizione dei video da parte dei bambini. Ha un'interfaccia utente semplificata, una selezione dei contenuti adattata per la loro fascia d'età e funzioni di controllo parentale.

### YouTube Music
YouTube Music è un servizio di streaming che si basa sui contenuti video musicali caricati sulla piattaforma di YouTube. Esso consente agli utenti di cercare ed ascoltare musica secondo generi, playlist e suggerimenti.

### YouTube Premium
YouTube Premium (precedentemente noto come "YouTube Red") è il servizio in abbonamento per utenti premium che consente di usufruire dei video caricati su YouTube senza inserzioni pubblicitarie, accedere a video e serie originali in esclusiva, riprodurre i video in modalità offline su dispositivi mobili e la possibilità di scaricare video.

### YouTube TV
Lanciata a febbraio del 2017, offre agli abbonati connessi da rete fissa e da rete mobile una Web TV, che ritrasmette in diretta 40 emittenti statunitensi via etere e via cavo, reti sportive e canali a diffusione regionale.

### YouTube Originals
YouTube Originals ha prodotto serie gratuite disponibili sui canali dei Creator in questione.

### YouTube Stories
Nel 2018, YouTube ha iniziato a testare una nuova funzione inizialmente chiamata "YouTube Reels". La funzione è simile alle Storie di Instagram e di Snapchat. YouTube in seguito ha ribattezzato la funzione in "YouTube stories" ed è disponibile solo per i creator che hanno più di 10.000 iscritti e può essere pubblicato/visualizzato solo nell'app YouTube per i dispositivi mobili. Nel giugno 2023 questa funzionalità è stata rimossa.

### YouTube Shorts
Nel settembre 2020, YouTube ha annunciato che avrebbe lanciato una funzionalità beta al suo interno simile a TikTok, chiamata YouTube Shorts. La piattaforma è stata testata per la prima volta in India, ma a partire da marzo 2021 si è estesa ad altri paesi. Sulla piattaforma si può pubblicare video che ora possono durare fino a 1 minuto. La piattaforma è integrata nell'app principale di YouTube e vi è un feed a sé stante per visualizzare gli Shorts, differenziato dalla Home page dove si trovano i video standard. Come TikTok, offre agli utenti l'accesso a strumenti creativi integrati, inclusa la possibilità di aggiungere musica con licenza ai propri video.

## Aspetti controversi

### YouTube e SIAE

#### Le indicazioni della Direttiva 790/2019
Uno studio, commissionato da SIAE – la società di gestione collettiva dei diritti d'autore, soggetta al controllo della Presidenza del Consiglio, del MEF, del MiBACT (ora MiC) e, con l'attuazione della "Direttiva", anche dell'AGCOM –, riteneva che già "nel 2013 il 59% delle visualizzazioni YouTube in Italia era riferito a contenuti di tipo musicale". Inoltre, il meccanismo del Content ID, implementato da Google su YouTube, ossia il sistema automatizzato per l'individuazione di violazioni della normativa in materia di diritto d'autore, in principio attivato volontariamente dalla piattaforma stessa – visitata da quasi due miliardi di utenti ogni mese –, non arginerebbe il fenomeno della pirateria musicale ma agevolerebbe l'elusione: in sostanza, secondo "EY Report 2017", il "funzionamento non ha una precisione adeguata nel riconoscimento di brani coperti da diritto d'autore soprattutto nei casi di musica live, con il risultato che i titolari dei diritti perdono fatturati rilevanti". Nel 2016 l'invio di una lettera sul value gap rispetto ai servizi di streaming da parte di mille artisti internazionali e italiani a Jean-Claude Juncker, presidente della Commissione Europea, nasce dal divario tra l'attuale e capillare diffusione di musica e i ricavi che ne derivano. In questa lettera si suggeriva che la distorsione del mercato a favore degli intermediari tecnologici di contenuti potrebbe essere risolta, prima ancora che con negoziazioni bi-laterali tra soggetti detentori dei diritti di autore e soggetti detentori di piattaforme, andando a chiarire le fattispecie giuridiche di usi appropriati del safe harbour in occasione delle prossime revisioni delle leggi sul copyright della Commissione Europea (nel 2019 fu adottata la Direttiva 790/2019 sul diritto d'autore e diritti connessi nel mercato unico digitale – approvata malgrado il voto contrario di un certo numero di Stati Membri dell'Unione europea, tra cui l'Italia.)
La Commissione europea, al termine di un confronto con circa 80 tra associazioni di autori e di utilizzatori, più singoli big players (Google, Facebook, etc.), emise le linee guida per il recepimento dell'articolo 17 della cd. Direttiva Copyright, ossia la norma fondamentale riguardo a una possibile più efficiente remunerazione degli autori. Con il "nuovo articolo 17" della Direttiva Copyright, si è stabilito che "il prestatore di servizi di condivisione online pone in essere sempre un atto di comunicazione al pubblico ogni volta che concede l'accesso a opere protette dal diritto d'autore o ad altri contenuti protetti caricati dai suoi utenti, ampliando così il regime di responsabilità degli stessi prestatori di servizi e riconoscendo loro, dunque, una sorta di responsabilità semi-oggettiva qualora non abbiano rispettato le condizioni stabilite dall'art. 17 della Direttiva Copyright".

#### Le relazioni SIAE-YouTube: uso dei diritti musicali
Nel lontano 2010 YouTube ha firmato il primo contratto con la SIAE, società che tutela i diritti d'autore degli artisti musicali ed editori. L'accordo in vigore tra SIAE e YouTube è stato concluso a giugno 2017 e ha durata biennale. Con questo accordo, YouTube regolarizza la sua posizione con la Società Italiana Autori ed Editori per quanto riguarda i diritti di riproduzione e pubblica esecuzione. Per poter eseguire brani tutelati da diritto d'autore su un qualsiasi canale di distribuzione (e quindi anche online), è infatti necessario sottoscrivere un accordo con la società autori ed editori.
Si tratta di un accordo che ogni sito italiano che trasmette musica tutelata sul web dovrebbe sottoscrivere con la SIAE ("Ufficio Multimedialità") e che prevede importi calcolati sulla base di numero di pagine viste mese e di utenti e sul tipo di sito (portale, sito corporate, privato). In particolare, l'accordo tra SIAE e YouTube è multi-territoriale cioè riguarda l'utilizzo del repertorio SIAE "diretto" in tutti i paesi dello spazio economico europeo nonché in alcuni paesi del Medioriente. È bene sottolineare che questo accordo riguarda solo la possibilità di trasmettere contenuti tutelati, mentre non include i diritti connessi dei produttori discografici, nonché i diritti di sincronizzazione o abbinamento delle musiche alle immagini.
Infatti per abbinare una qualsiasi traccia musicale a un qualsiasi video è necessario richiedere l'autorizzazione direttamente agli autori e ai produttori, che potrebbero non essere d'accordo con tale abbinamento o comunque valutarlo sulla base di un compenso da definirsi di volta in volta con l'utente che intende farne uso. È sempre necessario ottenere un'autorizzazione e questo sia in presenza di un utilizzo commerciale diretto (ad esempio musiche utilizzate per sonorizzare un canale commerciale su YouTube, video virali postati con finalità evidentemente promozionali, corporate video, tutorial di programmi) ma anche a scopo non commerciale o magari apparentemente non tale (si citi ad esempio un video realizzato a fini umanitari ma sponsorizzato da una multinazionale, che ottiene quindi indiretto profitto in termini di immagine e pubblicità e che produce il contenuto con un budget di tutto rispetto).
In sostanza, pur in presenza dell'accordo SIAE-YouTube, non è comunque consentito sonorizzare liberamente un video e pubblicarlo con una traccia musicale per la quale non sia stata concessa una specifica liberatoria di utilizzo dagli aventi diritto per l'abbinamento al video stesso (diritti di "sincronizzazione"). Come si può leggere nei vari disclaimer sul sito "YouTube però consiglia di controllare attivamente i video, perché le condizioni del trattamento della canzone/sottofondo musicale, potrebbero cambiare". Questo passaggio è riferibile proprio a quanto illustrato e testimonia come l'accordo SIAE-YouTube non consenta all'utente di utilizzare liberamente qualsiasi brano per sonorizzare i propri video postati. Lo stesso vale per la situazione inversa, ovvero per i produttori musicali (musicisti, editori, discografici) che intendono postare video di terzi sonorizzati con le proprie musiche allo scopo di promuoverle. Infatti, in tali situazioni, sempre a discrezione della SIAE e dell'autore del brano o filmato utilizzato, viene consentito il caricamento del video privo di "monetizzazione", poiché non è monetizzabile e tutti i costi guadagnati vengono riversati al proprietario del materiale utilizzato impropriamente senza consenso, oppure se richiesto viene bloccata la visualizzazione del video a tutti gli utenti (privato lo si può rivedere in qualsiasi momento).
Così come chi realizza il video dovrà sempre richiedere e ottenere l'approvazione finale degli aventi diritto della musica prima di abbinarla alle immagini; chi intenda abbinare un video alla propria musica dovrà provvedere a fare lo stesso nei confronti degli aventi diritto dei contenuti video.

#### Altri accordi SIAE-YouTube
Per armonizzare le relazioni fra piattaforme e società degli autori, nel 2014 fu siglato un accordo fra l'hub "Armonia" per le negoziazioni di licenze digitali – società partecipata SIAE con la spagnola SGAE presentata nel 2012, nata nell'aprile del 2013 e cessata il 31 dicembre 2022) con il nuovo servizio in abbonamento YouTube Music Key. Il 30 novembre 2015 muore Music Key e dalle sue ceneri nasce YouTube Red. Nel 2017 la SIAE aderisce al progetto "Sharon" della francese SACEM, volto a gestire l'enorme volume di dati generato dalle licenze musicali on-line.

### Violazioni di copyright
Per identificare le violazioni di copyright, in una prima fase il proprietario dei contenuti fornisce elementi al database interno di YouTube che rendano univocamente identificabile il materiale sottoposto e definisce una procedura di utilizzo alla quale YouTube dovrà attenersi qualora riscontri una coincidenza tra i contenuti originali (traccia audio e/o video) e quello sottoposto dagli utenti. Ogni volta che un video viene caricato su YouTube, esso viene confrontato con ogni altro elemento del database. Il sistema di confronto non opera soltanto sul file completo ma su ogni suo singolo istante. Questo significa che è possibile identificare le coincidenze anche se la copia in questione è solo una porzione del file originale, se viene riprodotta al rallentatore e ultimamente al contrario, o ha audio e video di scarsa qualità. Tale sistema di confronto vaglia video per una durata equivalente a circa 100 anni ogni giorno, tra nuovi caricamenti e controllo degli archivi.
Il detentore dei diritti, invece di proibire il caricamento dei propri contenuti da parte degli utenti (Bloccare), ha l'opzione di permettere che la copia venga pubblicata traendone beneficio sia inserendovi dei link commerciali (Monetizzazione-Tracciamento), sia in popolarità del Brand (Tracciamento). In alcuni casi il proprietario dei contenuti concede la compartecipazione delle entrate con l'utente che carica un video con contenuto non originale, ad esempio cover di brani musicali famosi (Monetizzazione parziale-Tracciamento).
Come per i brani della SIAE, in tali situazioni, sempre a discrezione dell'autore del brano o filmato utilizzato, viene consentito il caricamento del video privo di monetizzazione, poiché non è monetizzabile e tutti i costi guadagnati vengono riversati al proprietario del materiale utilizzato impropriamente senza consenso, oppure se richiesto viene bloccata la visualizzazione del video a tutti gli utenti (privato lo si può rivedere in qualsiasi momento).
Così come chi realizza il video dovrà sempre richiedere e ottenere l'approvazione finale degli aventi diritto della musica prima di abbinarla alle immagini; chi intenda abbinare un video alla propria musica dovrà provvedere a fare lo stesso nei confronti degli aventi diritto dei contenuti video.
La richiesta di rimozione di un video per violazione del copyright consiste invece nell'invio, da parte del detentore dei diritti, di un avviso formale comprensivo di tutti i dati legali necessari. Successivamente, l'utente incriminato, visualizzerà accanto al video l'informazione relativa alla sua rimozione per violazione di copyright. Inoltre riceverà un avvertimento a seguito del quale dovrà completare il programma "Scuola di copyright", che illustra le regole a tutela del copyright imposte dalla piattaforma. Se il video è stato cancellato erroneamente a seguito di un avviso, il ricevitore di tale avviso può richiedere il ritiro da parte dell'autore della rivendicazione o inviare una contronotifica. In caso contrario, l'avvertimento scadrà dopo tre mesi. A seguito di tre avvertimenti sul copyright, l'account incriminato verrà chiuso insieme agli eventuali canali associati, tutti i video saranno eliminati e l'utente in questione non avrà la possibilità di creare nuovi canali.

### La vicenda di Chris Brown
Nel 2008 uscì il video del singolo Forever dell'artista Chris Brown; un fan lo vide in TV, lo registrò con la videocamera del suo telefono e lo caricò su YouTube. Siccome Sony Music aveva registrato il video di Chris Brown nel sistema Content ID di YouTube, entro pochi secondi dal tentativo di caricare il video, la copia è stata identificata, dando la scelta su cosa fare a Sony, che fece eliminare il contenuto. Tuttavia, nel 2010 una giovane coppia si è sposata utilizzando questa canzone per un ingresso in chiesa. Il loro filmino di matrimonio è stato caricato su YouTube, ottenendo 40 milioni di visite (98 milioni nel 2019). Sony, invece di bloccarlo, ha consentito il caricamento. Vi ha inserito della pubblicità e l'ha linkato ad iTunes. Così la canzone, che aveva ormai 18 mesi, è tornata in cima alle classifiche di iTunes. Jill e Kevin, la coppia protagonista, sono tornati dalla luna di miele e hanno scoperto che il loro video era diventato popolare, sono finiti in numerosi talk show e l'hanno sfruttato come una grande opportunità. Il video ha generato 26 000 dollari in donazioni per porre fine alla violenza domestica e il video "Entrata in chiesa di JK" è diventato così popolare che la NBC ne ha fatto una parodia (2009) nella puntata Niagara di "The Office" (ndr, Stagione 6, Episodio 4).
Non è raro che un singolo video abbia più di un detentore di diritti. Il sistema content ID di YouTube prende in considerazione tutti questi casi ma funziona solo tramite la partecipazione dei detentori dei diritti. Se ci sono contenuti che altri caricano su YouTube, dovrebbero registrarli nel sistema content ID e poi avranno la scelta su come verranno utilizzati. Bloccando semplicemente il riutilizzo, si perdono tutte le nuove forme d'arte, nuovi utenti, nuovi canali distributivi e nuove fonti di profitto.
Stando alle regole imposte da YouTube, nessun utente può caricare contenuti protetti dal copyright statunitense, ma nonostante questo, ancora molti video continuano ad essere caricati: come show televisivi, video musicali o concerti live. Inizialmente, a meno che non fosse il titolare del diritto d'autore stesso a notificare una violazione del copyright, YouTube ne veniva informata solo tramite segnalazioni inviate da utenti. Questo sistema, utilizzabile anche in caso di contenuto dubbio o che urta la sensibilità dei visitatori, è stato utilizzato talvolta anche in maniera non appropriata, provocando delle guerre virtuali fatte di segnalazioni e contro-segnalazioni di video altrui puramente per cattiveria o per ripicche personali. È stato pertanto deciso di cancellare tale opzione. Il metodo principale attualmente utilizzato da YouTube per rilevare violazioni in materia di copyright consiste nel sistema di ricerca che gli utenti associano al clip. È per questo che gli utenti, nel tentativo di aggirare il controllo, utilizzano termini alternativi quando caricano certi tipi di file.
Hollywood rimane divisa su YouTube, così come "i ragazzi commerciali amano YouTube e i ragazzi legali lo odiano".
I proprietari del contenuto non solo mirano all'utilizzo di YouTube per infrangere il copyright, ma mirano anche, tramite collegamenti a siti esterni, ad infrangere i contenuti di YouTube e di altri siti di condivisione video. Ne sono un esempio i casi QuickSilverScreen vs. Fox, Daily Episodes vs. Fox e Columbia vs. Slashfilm. L'obbligo dei collegamenti rimane una questione discussa, avendo sia pro che contro. La legge negli Stati Uniti è attualmente incline a ritenere responsabili dei contenuti illegali i proprietari del sito. Essi tuttavia sono spesso protetti dalla legge DMCA, a condizione che cancellino i contenuti illeciti dopo la pubblicazione di una notifica di eliminazione. Comunque, una recente sentenza giudiziaria negli Stati Uniti ha considerato Google non responsabile per collegamenti che infrangono il diritto d'autore.

### Esempi di denunce di violazioni
Il 5 ottobre 2006, la Società Giapponese per i Diritti degli Autori, Compositori ed Editori (JASRAC), denunciò l'infrazione del proprio copyright relativo ai contenuti giapponesi su YouTube. Migliaia di video di molti artisti giapponesi (come Tokyo Jihen e di altri artisti J-pop) furono rimossi. Quando la CBS e la Universal Music Group firmarono l'accordo per inserire contenuti su YouTube, annunciarono anche un prossimo utilizzo di nuove tecnologie di aiuto all'identificazione ed eliminazione del materiale protetto da copyright.
Il giornalista TV, Robert Tur sporse la prima denuncia contro la società nell'estate 2006, con l'accusa di aver violato il copyright, ospitando una serie di famose news clip senza alcuna autorizzazione. Il caso deve essere ancora discusso. Il 9 novembre 2006 Artie Lange comunicò che il suo avvocato era in trattative con YouTube, dopo aver trovato per intero il suo DVD, "It's the Whiskey Talking", disponibile gratis sul sito. Artie aggiunse che avrebbe richiesto un risarcimento, altrimenti avrebbe proceduto per le vie legali.
Le società Viacom e BBC richiesero a YouTube di cancellare più di 200.000 video. Nel 2008 Viacom fece causa a YouTube e al suo proprietario Google, per più di 1 miliardo di dollari, presso la Corte Distrettuale degli Stati Uniti per il distretto Sud di New York. La Viacom ha reclamato il possesso da parte di YouTube di oltre 150.000 dei loro video, distribuiti online senza la loro autorizzazione.
Mediaset il 30 luglio 2008 citò YouTube presso il tribunale di Roma, chiedendo un risarcimento di 500 milioni di euro per diffusione illecita di materiale audiovisivo coperto da diritto d'autore. Il 17 dicembre 2009, il tribunale di Roma dispose la rimozione dai server YouTube di tutti i contenuti appartenenti a Mediaset illecitamente caricati; nello specifico, quelli del Grande Fratello, essendo questo il contenuto Mediaset più visualizzato.

### Ilfair use
Nelle stesse linee guida dettate da YouTube, dopo aver elencato i casi in cui si è di fronte ad una chiara violazione del copyright, indica che ci sono casi particolari dove può legittimamente invocarsi il fair use, ma lascia la responsabilità della scelta al singolo utente. Ci sono ora le prime cause: ad esempio, una casalinga americana aveva messo su YouTube l'immagine del proprio figlio, accompagnata da una musica di sottofondo. Il titolare dei diritti su tale brano musicale ne ha chiesto la rimozione; YouTube ha poi deciso di riammettere il filmato e la questione è finita in tribunale.

### Strike
L'avvertimento sul copyright (YouTube copyright strike) è una pratica di controllo del copyright utilizzata da YouTube allo scopo di gestire la violazione del copyright e rispettare il Digital Millennium Copyright Act. Esso è la base per la progettazione del sistema di avvertimento sul copyright di YouTube. Affinché YouTube mantenga la protezione del porto sicuro DMCA, deve rispondere alle richieste di violazione del copyright con un avviso e successivo eventuale processo di rimozione. La prassi di YouTube consiste nell'emettere un "avvertimento sul copyright" all'utente accusato di violazione del copyright. Quando un utente di YouTube viene redarguito da un avvertimento sul copyright, dovrà guardare un video di avvertimento sulle regole del copyright e rispondere a domande sul pericolo di violazione. Quando un utente di YouTube riceve tre avvertimenti sul copyright, il social chiude il canale di quell'utente (inclusi tutti i canali associati a quel profilo), rimuove tutti i suoi video dal canale di quell'utente e gli impedisce di creare un altro canale YouTube.
YouTube assegna gli strike (avvertimenti) in base alle segnalazioni di violazioni del copyright da parte dei bot. Alcuni utenti hanno espresso preoccupazione per il fatto che il processo di strike sia ingiusto nei confronti degli utenti. La lamentela è che il sistema si assume la colpa degli utenti di YouTube e si schiera dalla parte dei detentori del copyright anche quando non si è verificata alcuna violazione. Tali strike possono arrivare anche in caso di diffusione di video contenenti fake news, violenza e istigazione all'odio.

### Identificazione vocale
Il 12 ottobre 2006, YouTube ha annunciato che a causa dei recenti accordi con i creatori di contenuti di alto profilo, sono stati costretti ad utilizzare software anti-pirateria. Il software utilizza una tecnologia di firma audio che può distinguere una copia di bassa qualità di un video musicale con licenza o altro materiale, da una versione originale ad alta qualità, o in altri casi, modificata con autotune ed altre opzioni simili.
YouTube in tal caso aveva la facoltà di rimpiazzare il file con una versione approvata o eliminarlo automaticamente.

### Violenza
Il 1º giugno del 2006, il notiziario serale della ITV News ha riportato che YouTube e altri siti affini incoraggiano la violenza e il bullismo tra i giovani, i quali filmano combattimenti con i loro cellulari, e in seguito li caricano su YouTube.
Mentre il sito ha provveduto con una funzione per segnalare contenuti eccessivamente violenti, il reportage ha dichiarato che le comunicazioni con la società erano difficili.

## Censura

### Afghanistan
Il 12 settembre 2012 YouTube venne vietato in Afghanistan a causa della pubblicazione di un film su Maometto.

### Iran
Il 3 dicembre 2006, in Iran il "Comitato per la Propagazione della Virtù e la Prevenzione dal vizio" ha affermato che "I siti ebrei come YouTube, con i loro video provocanti e peccaminosi, sono il simbolo della decadenza del perverso occidente". Pertanto ha bloccato l'accesso a YouTube e ad altri siti nel tentativo di impedire la diffusione di musica e film stranieri ritenuti moralmente viziati. YouTube in Iran non è accessibile, a riprova di questo vi è il canale YouTube ufficiale dell'agenzia di stampa Iraniana Fars News Agency.

### Turchia
La Turchia ha bloccato YouTube il 6 marzo 2007 per aver pubblicato video offensivi verso i turchi e Atatürk, il fondatore della moderna Turchia, raffigurato nell'escalation di quella che molti chiamano "guerra virtuale" tra greci, armeni, kurdi e turchi su YouTube, dove persone di ogni fronte hanno inserito video con lo scopo di sminuire e rimproverare l'altro. Il video che ha causato il blocco accusava i turchi e Atatürk di essere gay. Il video è stato prima menzionato sulla CNN turca ed in seguito il procuratore pubblico di Istanbul ha fatto causa a YouTube per aver offeso la cultura turca. La corte ha sospeso l'accesso al sito in attesa della rimozione del video. Il ban è stato fortemente criticato come censura della stampa dalla gente comune. I legali di YouTube hanno inviato una documentazione della rimozione del video al procuratore turco e l'accesso è stato riabilitato il 9 marzo 2007. L'accesso a YouTube è stato nuovamente bloccato da due successive sentenze relative ad altri video rispettivamente del 5 maggio 2008 e del 6 giugno 2008.

### Thailandia
Durante la settimana dell'8 marzo 2007, YouTube è stato bloccato in Thailandia. Molti blogger hanno ritenuto che le ragioni di tale impedimento sono state dovute al video dell'intervista del Primo ministro Thaksin Shinawatra alla CNN. Peraltro, il governo non ha smentito o confermato le ragioni della censura. YouTube è comunque tornato accessibile dal 10 marzo. La notte del 3 aprile, il sito è stato nuovamente bloccato in Thailandia. Il governo ha citato un video dichiarandolo "offensivo" per il re Bhumibol Adulyadej. Tuttavia, il Ministro dell'Informazione e della Comunicazione Tecnologica ha affermato che YouTube sarebbe tornato accessibile in pochi giorni, dopo che i siti contenenti riferimenti a tale video fossero stati rimossi. In seguito a questo incidente il blog tecnologico Mashable è stato bloccato dalla Thailandia per aver riportato il video in questione.

### Brasile
YouTube è stato accusato dalla modella brasiliana e VJ di MTV Daniella Cicarelli per aver mostrato sul proprio sito un video registrato da un paparazzo, nel quale lei e il suo fidanzato, Renato Malzon, avevano un rapporto sessuale su una spiaggia spagnola. L'accusa ha richiesto l'inaccessibilità di YouTube in Brasile finché ogni copia del video fosse stata rimossa. Sabato 6 gennaio 2007, un'ingiunzione legale ha ordinato l'inserimento di una serie di filtri, con lo scopo di impedire l'accesso agli utenti brasiliani.

### Birmania
Nell'agosto 2007 la giunta militare birmana ha chiuso l'accesso a YouTube per fermare i filmati di denuncia dei massacri dei dimostranti, in gran parte monaci, che chiedevano una maggiore libertà.

### Cina
Nel marzo 2008 YouTube è stato bloccato in Cina per aver ospitato nella propria piattaforma e reso visibile un video dove erano filmate le violenze e i disordini scoppiati in Tibet in quei giorni. Anche se YouTube è bloccato dal Great Firewall, molti media cinesi, tra cui China Central Television (CCTV), hanno account YouTube ufficiali. Nonostante il divieto, Alexa classifica YouTube come l'undicesimo sito Web più visitato in Cina.

### Marocco
Il Marocco ha bloccato l'accesso nel maggio 2007, probabilmente a causa di video critici nei confronti dell'occupazione marocchina del Sahara occidentale. YouTube è diventato nuovamente accessibile il 30 maggio 2007, dopo che Maroc Telecom ha annunciato ufficiosamente che l'accesso negato al sito web era un semplice "problema tecnico".

### Eritrea
YouTube è stato bloccato a intermittenza in Eritrea dal 2011 da alcuni ISP, anche se un portavoce di Freedom House ha ipotizzato che ciò fosse dovuto a considerazioni sulla larghezza di banda.

### Corea del Nord
YouTube è bloccato in Corea del Nord a causa delle leggi del paese relative a Internet e alla sua accessibilità. È stato completamente bloccato dall'aprile 2016 e il governo nordcoreano ha avvertito che chiunque tenti di accedervi è soggetto a punizione.

### Sudan
Le autorità sudanesi hanno bloccato YouTube il 21 aprile 2010, a seguito delle elezioni presidenziali del 2010, e hanno anche bloccato il proprietario di YouTube, Google. Il blocco era in risposta a un video di YouTube che mostrava i lavoratori della Commissione elettorale nazionale in uniformi ufficiali e un bambino nella regione di Hamashkoreib mentre compilavano le strisce elettorali e le inserivano nelle urne, con uno di loro che esprimeva sollievo per il prolungamento del periodo di votazione per loro di finire il loro lavoro. Il Sudan aveva precedentemente bloccato temporaneamente YouTube nel 2008 per ragioni sconosciute. Il 17 settembre 2012, YouTube è stato nuovamente bandito dalla National Telecommunication Corporation per non aver rimosso Innocence of Muslims, un controverso film anti-islamico. Tuttavia, il blocco è stato successivamente revocato.

### Sudan del Sud
YouTube è stato bloccato in Sud Sudan a causa delle polemiche relative a Innocence of Muslims, un controverso film anti-islamico.

### Siria
Nel febbraio 2011, la Siria ha smesso di filtrare YouTube, Facebook e Twitter. All'inizio della guerra civile siriana, il 3 giugno 2011, il governo ha chiuso la rete Internet del paese. Dalla primavera araba nei primi anni del 2010 in Medio Oriente, questo ha portato alla causa di gravi conflitti nel paese.

### Tagikistan
Nel luglio 2012, le autorità tagike hanno bloccato YouTube in risposta al caricamento di video che mostravano proteste contro gli scontri tra militanti. Otto giorni dopo, il divieto è stato revocato. Nello stesso anno, il governo tagiko ha nuovamente bloccato il sito, questa volta a causa di video che ritraevano il presidente Emomali Rakhmon, ritenuti offensivi nei confronti del governo. Nel 2013, il Tagikistan ha bloccato YouTube per la terza volta a causa di un video che mostra il presidente Rakhmon che balla e canta stonato alla festa di matrimonio di suo figlio nel 2007. Dal 1º aprile 2020 la medesima piattaforma ha vietato YouTube Shorts, poiché alcune ragazze tagiche avrebbero creato contenuti sessualmente discutibili.

### Turkmenistan
Il 25 dicembre 2009, per motivi di sicurezza, YouTube è stato bloccato in Turkmenistan dall'unico ISP del paese, Turkmentelecom. Anche altri siti Web, come LiveJournal, sono stati bloccati.

## Termini di servizio
In accordo con i termini di servizio del sito, gli utenti possono caricare video in qualsiasi momento, ma se vengono utilizzati materiali e/o persone esterni, bisogna avere il permesso della proprietà dei diritti d'autore e, come dalle regole sulla privacy, delle persone raffigurate. Pornografia, diffamazione, molestie, pubblicità e materiale che incoraggia condotte criminali non possono essere caricati sul sito e qualora vengano caricati gli utenti sono invitati a segnalare il video. Gli utenti che inviano materiale concedono a YouTube la licenza di distribuire e modificare il materiale caricato per ogni scopo se consentito tramite licenza CC BY. Esiste anche la licenza Standard, che non ha invece la licenza di distribuire e modificare il materiale caricato. Dette licenze hanno effetto su ogni singolo video e hanno termine quando l'utente cancella il singolo video sul sito.
Gli utenti possono vedere il video ma non possono scaricarlo. Per vedere i video, non è necessaria la registrazione ma è consigliata. Mentre, per utilizzare altre funzioni come la creazione di playlist, commenti oppure like/dislike è obbligatoria la registrazione.
La registrazione viene effettuata con gli Account Google, già esistenti oppure creati al momento.

## Profitti e costi di gestione
Prima di essere stata acquistata da Google, YouTube ha dichiarato che il suo modello di affari si basa principalmente sulla pubblicità. Alcuni esperti industriali hanno speculato che i costi di YouTube, in particolare la larghezza di banda richiesta, potrebbero ammontare a più di un milione di dollari al giorno, pertanto hanno alimentato critiche su come la società, come tante altre in avviamento su Internet, non ha attuato un proficuo modello di affari. Le pubblicità sono state lanciate sul sito dall'inizio di marzo 2006. In aprile, YouTube ha iniziato a usare Google AdSense, servizio terminato successivamente. Dati i suoi altissimi livelli di traffico, il flusso di dati video e il numero di pagine viste, alcuni hanno calcolato che i potenziali guadagni di YouTube potrebbero aggirarsi intorno al milione di dollari al mese.
Si stima che nel 2009 il sito sia costato quasi 700 milioni di dollari, di questi almeno 300 dedicati al pagamento delle connessioni Internet. Si stima che nel 2009 il sito abbia generato il 42% dei traffico on-line che è transitato su Internet e che fatturerà circa 240 milioni di dollari, quindi una cifra insufficiente a coprire i costi del sito. Dall'autunno 2011 YouTube inserisce degli spot pubblicitari prima di permettere la visione di alcuni video.

## Il nome del dominio
La scelta del nome del dominio www.youtube.com si rivelò fonte di problemi per un sito con un nome simile, www.utube.com. L'azienda proprietaria del sito, la Universal Tube & Rollform Equipment, citò in giudizio YouTube nel novembre 2006 in seguito a frequenti sovraccarichi dovuti a utenti che cercavano YouTube. La Universal Tube ha successivamente modificato il nome del proprio sito web in www.utubeonline.com.

## Easter Egg

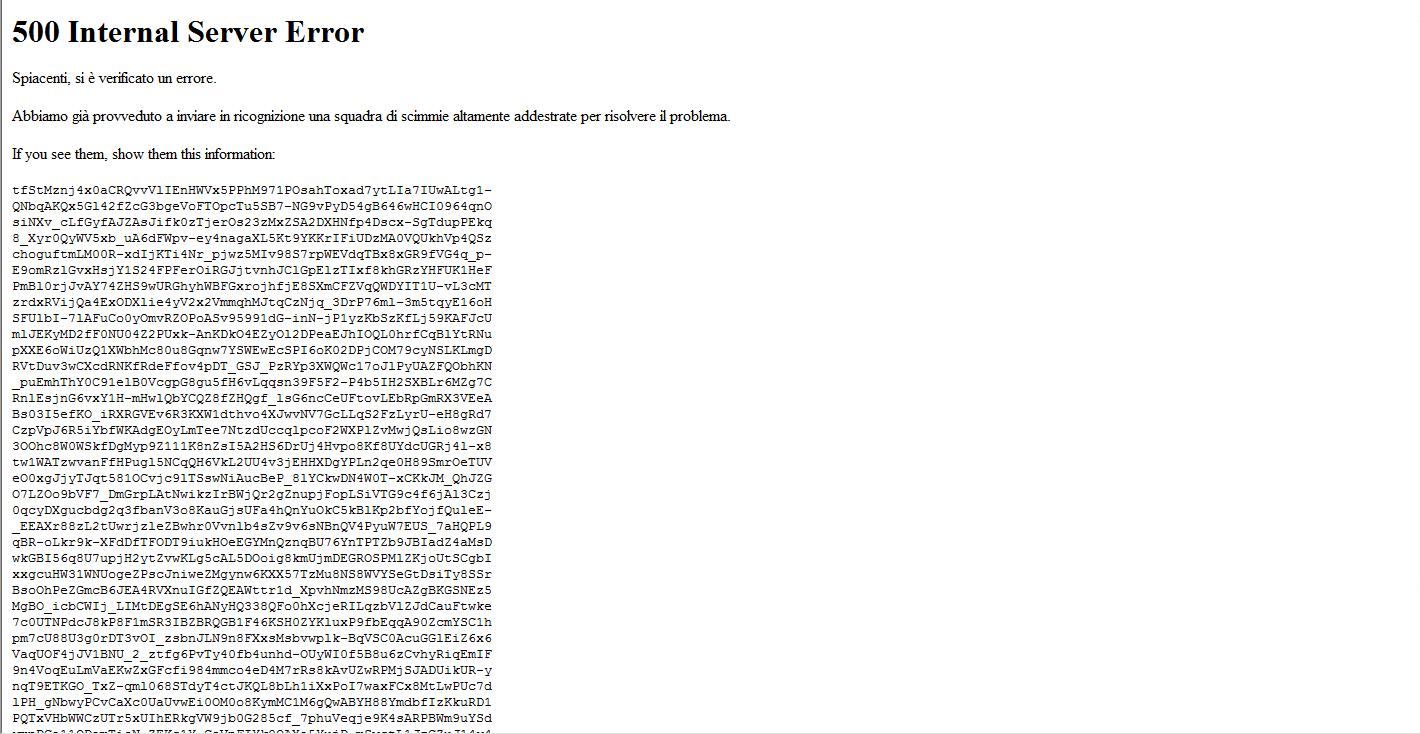
Schermata d'errore

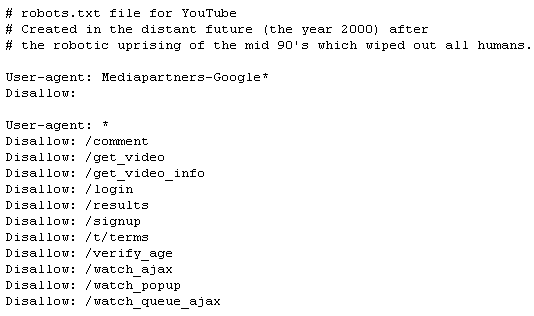
File robots.txt di YouTube

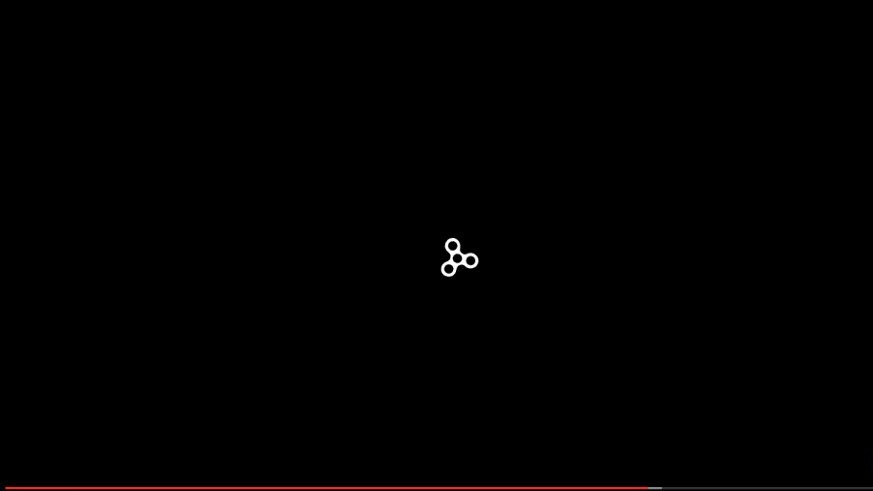
Il buffering dei video con argomento i fidget spinner

## Loghi

Logo utilizzato dal 14 febbraio 2005 al 30 novembre 2011
Logo utilizzato dal 1º dicembre 2011 al 18 dicembre 2013
Logo utilizzato dal 19 dicembre 2013 al 16 ottobre 2015
Logo utilizzato dal 17 ottobre 2015 al 28 agosto 2017
Logo in uso dal 29 agosto 2017